# Children Say
Children Say is een nummer van de Britse band Level 42. Het is de vijfde en laatste single van hun zevende studioalbum Running in the Family uit 1987. In december van dat jaar werd het nummer op single uitgebracht.

## Achtergrond
De plaat bereikte de hitlijsten op de Britse eilanden en in het Nederlandse taalgebied. In thuisland het Verenigd Koninkrijk haalde "Children Say" een bescheiden 22e positie in de UK Singles Chart.
In Nederland was de plaat op vrijdag 11 december 1987 Veronica Alarmschijf op Radio 3 en werd een top 10-hit in de destijds twee hitlijsten op de nationale publieke popzender. In de Nederlandse Top 40 bereikte de plaat de 9e positie en in de Nationale Hitparade Top 100 zelfs de 8e positie. In de Europese hitlijst op Radio 3, de TROS Europarade, werd géén notering behaald, aangezien deze lijst op donderdag 25 juni 1987 voor de laatste keer werd uitgezonden.
In België behaalde de plaat de 14e positie in zowel de voorloper van de Vlaamse Ultratop 50 als de Vlaamse Radio 2 Top 30. In Wallonië werd géén notering behaald.